# Anselme Titianma Sanon
Anselme Titianma Sanon (ur. wrzesień 1937 w Sya) – burkiński duchowny rzymskokatolicki, w latach 1975–2000 biskup i 2000-2010 arcybiskup Bobo Dioulasso.

## Życiorys
Święcenia kapłańskie przyjął 8 września 1962. 12 grudnia 1974 został prekonizowany biskupem Manga. Sakrę biskupią otrzymał 5 kwietnia 1975. 5 grudnia 2000 został mianowany arcybiskupem. 13 listopada 2013 zrezygnował z urzędu.